# Salaruelkopf
Der Salaruelkopf ist mit einer Höhe von 2.841 Meter der dritthöchste Berg des Rätikons, einer Gebirgsgruppe der westlichen Zentralalpen. Der Vermessungspunkt des Gipfels liegt genau auf der Staatsgrenze zwischen dem österreichischen Bundesland Vorarlberg und dem Schweizer Kanton Graubünden. Der Berg ist eine im Vergleich zum nördlich benachbarten und 18 Meter höheren Panüelerkopf eher unbedeutende Erhebung im Verlauf des Panüelerkopf-Südgrats.
Eine erste Besteigung wird wahrscheinlich im Zusammenhang mit der des Panüelerkopfes erfolgt sein, laut Literatur 1849 durch einen Anton Neyer aus Bludenz. Der Salaruelkopf sendet nach Südwesten und Nordosten teilweise ausgeprägte, aber durch brüchiges Gestein kaum begehbare Grate aus. Über den Nordgrat ist der Berg jedoch leicht zu besteigen.

## Umgebung
Der Salaruelkopf gehört zur Schesaplanagruppe und liegt im Alpstein, einer gut sieben Kilometer langen von Nordwesten (Salarueljoch, 2.243 m) nach Südosten (Lünersee, Wasserspiegel auf 1.970 m) verlaufenden Bergkette, zu der der Schafberg (2.727 m), die Schesaplana (2.964 m), sowie die Kanzelköpfe (maximale Höhe 2.442 m) gehören. Östlich des Salaruelkopfes, auf österreichischem Gebiet, liegt der Brandner Gletscher, der sich an der Ostflanke des Berges bis zu einer Höhe von 2.880 Metern hinaufzieht. Benachbarte Gipfel sind im Westen der Schafberg, im Norden der 2.859 Meter hohe Panüelerkopf, im Osten die Schafköpfe (2.806 m) und die Schesaplana.
Die nächste Siedlung im Süden ist Fanas in Graubünden, etwa 6 Kilometer Luftlinie entfernt und im Nordwesten, 3 Kilometer entfernt, der Ort Nenzinger Himmel im oberen Gamperdonatal, Vorarlberg.

## Stützpunkte und Wege
In der Regel werden die Berge der Schesaplanagruppe wegen der leichteren Anstiege von Norden her bestiegen. Der Salaruelkopf ist am besten im Rahmen einer Überschreitung des höheren Panüelerkopfes von Norden her zu begehen. Als Stützpunkt dient für diesen Normalweg die Mannheimer Hütte auf 2.679 Metern Höhe. Der Weg führt in westlicher Richtung über ein schwach geneigtes Firnfeld des Brandner Gletschers und über Schrofen auf den Verbindungsgrat der beiden Berge. Die Gehzeit beträgt laut Literatur etwa eine Stunde von der Hütte aus. Von der Oberzalimhütte auf 1.889 Metern führt der künstlich angelegte sehr ausgesetzte Straussweg in etwa 5 Stunden von Norden her zum Gipfel.